# Josefa de los Dolores Peña y Lillo Barbosa
Josefa de los Dolores Peña y Lillo Barbosa, mais conhecida como Sóror Josefa de los Dolores ou Sóror Dolores Peña y Lillo (Santiago de Chile, 25 de março de 1739 - 29 de agosto de 1823), era uma freira e escritora do período colonial chileno ligado ao discurso confessional das mulheres indianas consagradas a religião presente nos claustros da América do Sul entre os séculos XVII e XIX. Cultivou o gênero epistolar, mas também abordou raramente à poesia.
Entrou na vida religiosa em 1751, contra a vontade de seus pais e começou a sua produção literária em 1763, provavelmente por opção. Talvez seja "o melhor de todas as fontes existentes para o conhecimento do idioma espanhol falado no colônia chilena" e uma dos mais confiáveis para a linguística diacrônica. Além disso, e apesar de suas origens humildes, conseguiu grande influência no mundo político da nascente Chile Republicano, especialmente dentro de ministros do governo durante a Independência.
Ao lado da autobiografia da freira clarissa Ursula Suárez e poemas de Juana Lopez e Sóror Tadea de San Joaquin, produção epistolar de Sóror Josefa é inserido entre os primeiros registros literários de mulheres em Chile que são expressos "no território da cidade e da cultura letradas do mundo colonial chileno do século XVIII". Isso não quer dizer que durante esse tempo não havia mais textos escrito pelas religiosas, mas é provável que muitos deles desapareceram devido a transferências ou a sua destruição, a pedido das autoras.

## Biografia
Há poucos dados biográficos de Sóror Josefa, a maioria dos quais estão disponíveis nos registros do mosteiro onde vivia, algumas publicações de caráter hagiográfico e as suas próprias cartas confessionais de seu próprio punho e letra.
Ele nasceu em Santiago em 25 março de 1739, e de acordo com o eclesiástico e historiador José Ignacio Eyzaguirre Portales, seus pais eram Ignacia Barbosa e Alonso Peña y Lillo, ambos de origem humilde, quem levaram para o Beaterio Dominico de Santa Rosa de Lima —posterior Mosteiro das Domínicas de Santa Rosa de Lima para Santiago de Chile— a sete anos de idade, a fim de prosseguir os estudos em música. A 18 de dezembro de 1751, com apenas doze anos de idade, optou por entrar no convento sem a permissão de seus pais, aos quinze anos ela deu um voto de castidade, e 15 de outubro de 1756 profissão como religiosa de véu branco sob a tutela do Prioresa Maria Antonia Wandin.
Ele viveu no mosteiro até a sua morte, na primeira metade da década de 1820: historiador Eyzaguirre em sua Historia eclesiástica, política y literaria de Chile, Tomo II de 1850 indica que foi em 29 de agosto de 1823, enquanto a editora de seu trabalho Raïssa Kordic indica que ella morreu no dia 27 de agosto de 1822 com a idade de 83 anos.

## Obra literária

### Contexto Histórico
Os escritos de freiras nos conventos do período colonial era uma prática comum no subcontinente sul-americano, não só porque permitia reforçar a fé ou porque foi feito "por mandato confessional", mas também porque permitia "expressar cierta preocupação ou cierta insatisfação com a realidade vivida" com a inclusão de questões relacionadas com a vida material e espiritual que elas tinham dentro do convento.
Neste contexto, o trabalho literário desenvolvido pelas freiras em conventos e hospedagem chilenos durante o período colonial e até o século XIX foi enquadrado; estas religiosas se caracterizaram por escrever cartas espirituais, diários, autobiografias e epistolários. Entre as religiosas que se destacaram nesses gêneros foram Sóror Tadea de San Joaquín, Úrsula Suárez e Sóror Josefa de los Dolores, cujos escritos seriam os mais conhecido de seu tipo no concerto sul-americano, ao lado da capuchinha Sóror Maria Jacinta o claustro de Nossa Senhora do Pilar de Buenos Aires, que se remonta possivelmente à década de 1820.

### Características da obra
Sua produção literária foi baseada em uma série de cartas epistolares ao seu confessor José Manuel Álvarez López (1701-1773) da Companhia de Jesus —com quem o convento teve uma relação estreita— provavelmente durante o período compreendido entre 15 de março 1763 e 7 de março de 1769 ou numa data posterior, dado que várias cartas não contêm dados precisos.
A existência desses manuscritos foi mencionado por primeira vez em 1923 pelo historiador José Toribio Medina em Historia. Cartas de mujeres en Chile, 1630-1885, mas não teve um enfoque filológico ou linguístico e com um caráter descritivo breve e impreciso. Seu resgate, análise e publicação começou a partir da década de 2000, graças ao financiamento do Comissão Nacional de Investigação Científica e Tecnológica de Chile.

#### Género
O gênero literário que usou foi o epistolar, trabalho que "é a única, até agora conhecida no Chile, de dimensões significativas e que se conserva íntegro", enquanto que o subgênero foi a carta.
Vários pesquisadores "enfatizam o valor da carta como 'técnica' da confissão, análise dirigido, autoconhecimento e desarrolho e ordenamento da vida interior das enclausuradas", que no caso da Sóror Josefa de los Dolores, permitiu conhecer sua produção discursiva conventual que permite sua inclusão no grupo de primeiras literatas em Chile. Na sua própria opinião, esse tipo de trabalho exigia uma cuidadosa redação dada a impossibilidade de confissão auricular com o padre Manuel; sobre isso ela disse "Muito trabalho é, pai, fiar à letra o mais profundo da consciência".

#### Corpus
As cartas foram descobertas nos arquivos do monastério pela pesquisadora e teórica Raïssa Kordic, quem resgatou para perto de cem epístolas "escritas em minuda letra itálica, desenvolvidas em cuadernillos dentre quatro e oito folhas", que provavelmente não constituem a totalidade de textos que elaborou a religiosa.
Tal correspondência esteve em poder do pai Manuel Álvarez até sua saída de Chile em data indeterminada devido à expulsión dos Jesuitas; estas passaram a mãos do Bispo e seus sucessores até que em 1861, e a petição da priora da época, seu conteúdo se censuro de maneira parcial e posteriormente, se devolveu ao monastério onde permaneceram até princípios da década de 2000, quando um grupo de académicas da Universidade do Chile começou um processo de resgate.
Depois, no ano 2008 apareceu uma edição que continha 65 cartas baixo o título Epistolario de Sor Dolores Peña y Lillo (Chile, 1763-1769), e que incluiu uma análise crítica.

#### Conteúdo
Dentro do género epistolar, as cartas provenientes dos conventos constituíram um subgénero que utilizava traços retóricos «clássicos e espirituais» num marco de obrigação por mandato dos sacerdotes que actuavam como confessores «para poder dirigi-las espiritualmente e submeter a julgamento as vivências extraordinárias» que as freiras relatavam. Contudo, no caso de Sóror Josefa, tal obrigação não existiu e elegeu escrever ao pai Manuel Álvarez —sem o consentimento expresso da priora— devido a seu inconformidade com outros curas.
Com respeito ao conteúdo, a religiosa contava em suas misivas diversos aspectos de sua vida conventual através do uso do «modelo idiomático relatinizado pelos escritores renascentistas do Século de Ouro Espanhol», ainda que sem descartar o uso de americanismos, arcaísmos ou o léxico simbólico do religioso e poeta místico do renascimiento espanhol São João da Cruz como se observa nas cartas 54 e 57, além da 23 e 65 onde Sóror Josefa incursiono no género da poesia.
Sua escritura pode organizar-se em torno de três tradições da espiritualidade: "a dominica, em tanto freira de um convento da dita ordem, a jesuita, através de seu confessor, e as devoções de opção pessoal, entre elas a de seu nome, a Virgem das Dores"; enquanto dentro das matérias que abordou se encontravam a exposição de suas necessidades —como se aprecia nas cartas 12, 22 e 61—, a descrição de alguns conflitos de índole pessoal com outras religiosas —como escreveu nas cartas 31, 36, 38, 40, 47 e 63—, o relato de seus temores com respeito ao Santo Ofício —como nas cartas 22 e 58—, a descrição de experiências místicas como ocorre com a carta 6, ou a exposição de aspectos da vida conventual associados à mortificação do corpo ou a prática doctrinal da vida ascética como se aprecia nas cartas 4, 12 e 32, elemento comum na vida religiosa entre os séculos XVI e XVIII.

## Estágios de sua produção literária

### 1763 a setembro de 1765
Durante este período começou a comunicação escrita entre Sóror Josefa e seu confessor ante a impossibilidade de continuar com a guia presencial que lhe entregava desde 1754, e sua negativa de seleccionar a outro religioso que o suprisse. A decisão de iniciar o intercâmbio de missivas foi pessoal e afastada das recomendações da priora, que num princípio a instou a seleccionar a outro sacerdote, segundo ela mesma contou na Carta 1.
Sem embargo, posteriormente, recebeu autorização da superiora para manter tal correspondência, e sabe-se que esta actuou como mediadora devido aos roces existentes entre as freiras que estavam baixo o alero espiritual do pai Manuel. É neste contexto onde se vislumbra parcialmente a escritura confessional por mandato, ainda que Sóror Josefa vai para além e realiza observações aos requerimentos que o sacerdote envia em suas respostas e inclui novas matérias de discussão com o fim de incitar o debate.

### Setembro de 1765 a meados de 1767
A partida do pai Manuel para assumir a rectoría do Colégio Jesuíta de Concepción é o fato que iniciou este período. A periodicidade de seu trabalho literário aumentou com o fim de cumprir com a petição do sacerdote sobre escrever mensalmente; Sóror Josefa plasma suas visões, práticas de mortificação, conflitos internos e seus temores com "expressões que aludem à desolação, desamparo, carência de apoio e fortaleza", enquanto que começaram a aparecer signos "de intimidem e afectividade nas cartas deste período [que] revelam o domínio que vão adquirindo no discurso de Dolores as formas e elementos próprios do género epistolar pessoal".

### Outubro de 1767 a março de 1769
A terceira etapa foi menos prolífica, e esteve marcada pelos acontecimentos vinculados à expulsão dos Jesuítas. Tal facto mortificó a Sóror Josefa até exacerbar seus sentimentos de abandono e desamparo, ainda que também mostrou uma mudança em suas cartas ao fazer menção de acontecimentos externos ao convento: suas epístolas aludiram a rumores, comentários e críticas pessoais ante tal decisão.
Ademais, durante esta época os conflitos com outros confessores atingiram seu clímax com a mesmíssima intervenção do Bispado em ordem a seleccionar um novo confessor; durante os anos de correspondência descreveu sua constante desconfiança para estes, insatisfação e até a omissão de informação que sim lhe contava ao pai Manuel, e que lhe trouxe conflitos com suas colegas de encerro, tal e como expressou na Carta 65.
Por outro lado, intensificam-se "a expressão das tribulações e pesares que lhe produz a situação que afecta ao pai Manuel e as dificuldades de sua comunicação com ele que agora enfrenta maiores e piores impedimentos, incluído o risco não só de que as cartas se extraviem, senão que sejam registadas por soldados que, ao que parece, custodiam ao sacerdote".

## Crítica e legado
Existe certo consenso dentro do círculo de pesquisadores e académicos com respeito ao papel que tem sua obra como fonte documental, tanto para desestereotipar alguns elementos da realidade feminina dessa época presentes na tradição cultural, como para conﬁgurar o subjetivismo religioso conventual, identificar os fenômenos fônicos chilenos do século XVIII e analisar o uso da língua vernácular.
Assim, a publicação de seus manuscritos no ano 2008 transformou a Sóror Josefa num referente importantíssimo para a literatura chilena do período colonial, especialmente naquelas disciplinas ou âmbitos que se abocam à análise e interpretação do discurso feminino indiano e seus padrões estilísticos que se mantinham num statu quo desde a publicação de José Toribio Medina em 1923. Ao respeito, a pesquisadora e académica Lucía Invernizzi indica que tais registos:
"(...) resultan de gran valor y especialmente significativas para aproximarse al conocimiento de la interioridad femenina, esfera que no tiene lugar, es silenciada o se manifiesta solo en términos convencionales en las representaciones de la mujer que ofrece la literatura colonial".Original (em castelhano): "(...) resultam de grande valor e especialmente significativas para aproximar ao conhecimento da interioridad feminina, esfera que não tem lugar, é silenciada ou se manifesta só em termos convencionais nas representações da mulher que oferece a literatura colonial".— artigo científico de Invernizzi en Revista Historia, 2003. (em castelhano)
Por outro lado, a antropóloga e escritora chilena Sonia Montecino Aguirre, agrega que os textos desta religiosa:
"(...) constituyen productos de una escritura conventual que, problematizando, transformando e incluso transgrediendo sus normas, códigos y modelos, manifiesta la emergencia de un sujeto femenino que, si bien aún dentro del marco de restricciones y censuras, impuestas por el mundo y la cultura conventuales de la Colonia, se empieza a identificar y expresar no solo en cuanto su virtud y vocación religiosa, sino en la complejidad, riqueza y contradicciones de su ser individual y en las capacidades y competencias para insertarse y actuar en el campo del conocimiento, del saber y de la escritura"Original (em castelhano): "(...) constituem produtos de uma escritura conventual que, problematizando, transformando e inclusive transgredindo suas normas, códigos e modelos, manifesta a emergência de um sujeito feminino que, conquanto ainda dentro do marco de restrições e censuras, impostas pelo mundo e a cultura conventuales da Colónia, se começa a identificar e expressar em relação a sua virtude e vocação religiosa, senão na complexidade, riqueza e contradições de sua ser individual e nas capacidades e concorrências para inserir-se e actuar no campo do conhecimento, do saber e da escritura".— Montecino, 2008. (em castelhano)
Adicionalmente, suas epístolas são actualmente uma das melhores fontes para o estudo da linguística colonial chilena e a evolução diacrónica desta a partir do século XVIII, enquanto em opinião da académica, filóloga e editora chilena Raissa Kordic Riquelme, nos registos que deixou Sóror Josefa se apreciam "linhas de grande finura literária ou teológica expressadas muitas vezes num fala que reflete sua formação espontánea".